# FC Cluj
FC Cluj sau în actele vremii Kolozsvári Football Club sau Kolozsvári FC a fost un club de fotbal din Cluj(azi Cluj-Napoca). A fost înființat în 1908, fiind al patrulea club din Cluj, dacă nu luăm în seamă prima tentativă din 1902 când clubul FC Cluj a mai fost înființat dar nu a rezistat decât câteva luni, elevii și studentii mutându-se apoi la Club Atletic Universitar Cluj și la Clubul Atletic Cluj.
A apărut în două sezoane 1908-1909 și 1909-1910 a ligii a doua maghiare în seria de est. A ocupat locurile 5, respectiv 4.

## Resurse
1. ↑  „Campionatul Rural - Districtul de Est 1908/1909”. MF. 25 iulie 2005. Accesat în 27 ianuarie 2022.
2. ↑  „Campionatul Rural - Districtul de Est 1909/1910”. MF. 25 iulie 2005. Accesat în 27 ianuarie 2022.